# Neve i Gliz

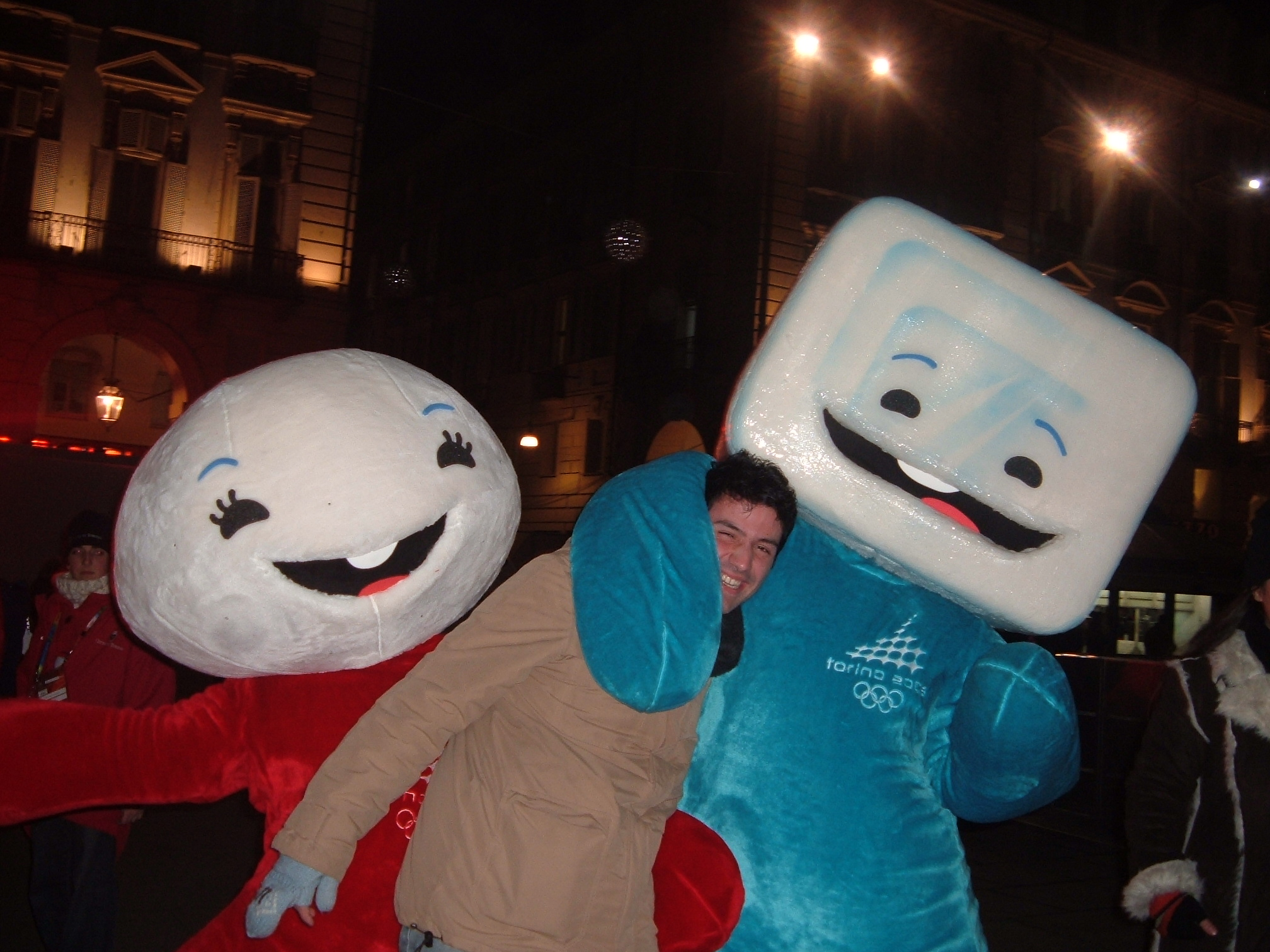
Imatge de les mascotes.

Neve i Gliz (en italià: "Neve e Gliz") foren les mascotes olímpiques dels Jocs Olímpics d'Hivern de 2006 realitzats a Torí (Itàlia). Representen dos germans i s'identifiquen amb dos elements ben típics dels Jocs Olímpics d'Hivern:
- Neve (neu), humanitzada com una nena amb cos vermell representa la suavitat, amistat i elegància
- Gliz (glaç), humanitzat com un nen amb cos blau representa l'entusiasme i l'alegria

Ambdues mascotes foren dissenyades pel portuguès Pedro Albuquerque, després que el Comitè Organitzador del Jocs de Torí (TOROC) l'escollís entre 237 propostes. De totes les propostes, cinc passaren a una ronda final en què foren avaluades per una jurat internacional, sent presentades al públic el 28 de setembre de 2004. Per a la realització dels Jocs Paralímpics d'hivern de 2006 el TOROC sol·licità a Albuquerque la creació d'una nova mascota de línia continuista amb Neve i Gliz, creant Aster, basat en una figura estilitzada d'un cristall de neu.